# 别若则错
别若则错（藏語：སྤེ་རོ་རྩེ་མཚོ།，威利转写：spe ro rtse mtsho，THL：Pero Tsétso）位于中国西藏自治区阿里地区革吉县境内，地处革吉县东部，文布当桑乡政府驻地东北3.5公里。湖面海拔4395米，面积33.2平方公里。湖水主要靠西南岸入湖的帕莫臧布、罗布根臧布补给，集水区面积2123平方公里，补给系数63.湖水中钾、硼、锂含量较高。省道301经过湖东南岸。